# Blue Danube (ядерна бомба)
Blue Danube («Блакитний Дунай») — британська ядерна авіаційна бомба. Перший ядерний боєприпас прийнятий на озброєння у Великій Британії (1953 рік).

## Конструктивні особливості
Бомба була виготовлена на основі першого створеного у Великій Британії ядерного вибухового пристрою — плутонієвого вибухового заряду, випробуваного 3 жовтня 1952 року біля островів Монте-Белло в Австралії (операція «Ураган»). Схема заряду була практично ідентична схемі одної з перших серійних американських атомних авіабомб Mk 4 , прийнятої на озброєння в 1949 році. Власне заряд «Блакитний Дунай» з системою детонаторів являв собою сферу діаметром 5 футів (1,52 м). Заряд поміщався у кожух, який був оболонкою бомби та мав аеродинамічну форму. Габарити кожуха були значними: довжина 24 футів 2 дюйми (приблизно 7,8 м), максимальний діаметр 5 футів 2 дюйми (1,62 м), вага — 10 тис. фунтів (4,54 т). Довжина боєприпасу приблизно вдвічі перевищувала довжину аналогічних американських ядерних боєприпасів першого покоління. Однак це давало певний виграш, істотно покращуючи аеродинамічні якості. «Блакитний Дунай» був бомбою вільного падіння. Оперення стабілізатора при розміщенні бомби на носії складалося і розкривалося після скидання.

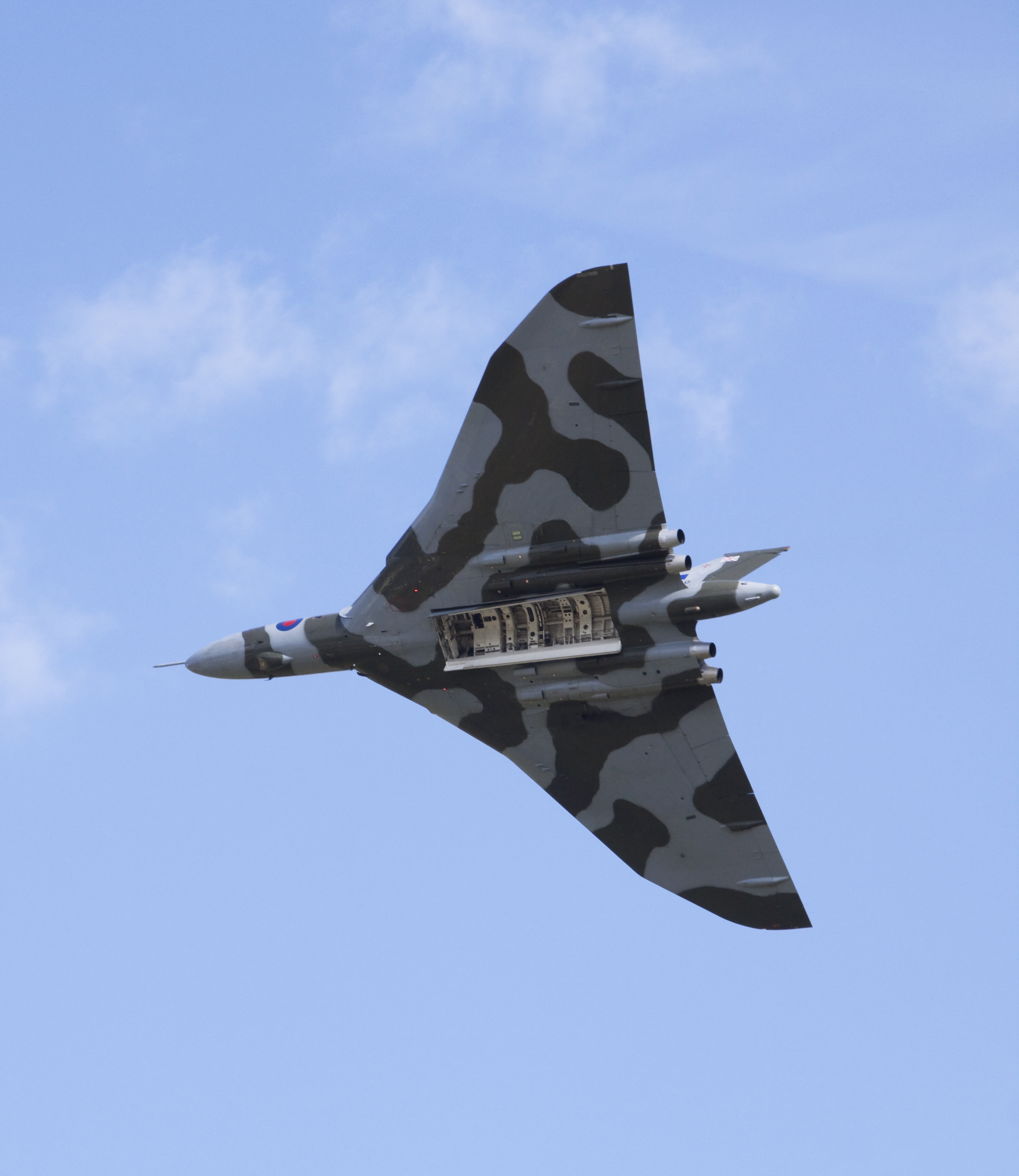
Бомбардувальник «Вулкан» — один з основних носіїв «Блакитного Дунаю» — з відкритим бомбовим люком

Перші примірники «Блакитного Дунаю» виготовлялися тільки з плутонієвим зарядом, проте згодом були створені і змішані уран-плутонієві заряди для цього боєприпасу. Проводилися випробування і чисто уранового заряду для «Блакитного Дунаю». Проектна потужність бомби на момент прийняття на озброєння становила 15 кілотонн, але деякі зібрані бомби були розраховані на потужність до 40 кілотонн.
«Блакитний Дунай», як і всі британські ядерні боєприпаси, розробка яких велася в 1950-ті роки, отримала свою назву у відповідності з т. зв. «веселковим кодом», прийнятим у Міністерстві постачання Великої Британії — відомстві, відповідальних до 1959 року за поставку озброєння і техніки збройним силам.

## На озброєнні
Перші бомби надійшли у ВПС в листопаді 1953 року на базу в Віттерінге поблизу Пітерборо. «Блакитний Дунай» був прийнятий в першу чергу як боєприпас для озброєння нових стратегічних бомбардувальників «Вулкан», «Віктор» і «Велієнт» (так звані V-бомбардувальники). Всі три моделі літаків були обладнані для несення цієї бомби. П'ять екземплярів «Блакитного Дунаю», призначені для випробувань, були розміщені на «Велієнтах». Випробування «Блакитного Дунаю» проводилися двічі — 4 та 11 жовтня 1956 року на полігоні Маралінга в Австралії. Випробовувалися заряди зниженої потужності — 1,5 і 3 кілотонни відповідно. Обидва випробування були скидання бомби з літака; в обох випадках — з бомбардувальника «Велієнт».

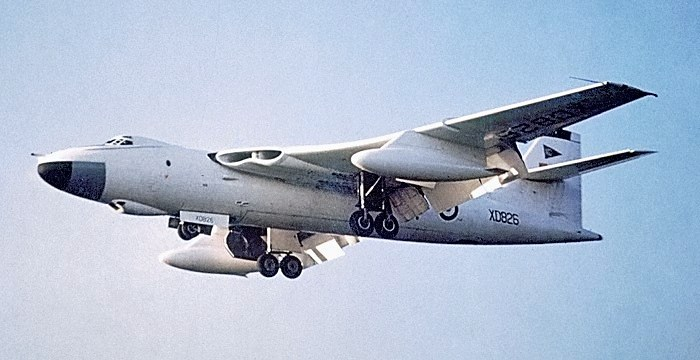
Бомбардувальник «Велієнт»

По ряду відгуків, бомба виявилася морально застарілою вже на момент прийняття на озброєння. Сучасні джерела підкреслюють, що виробництво «Блакитного Дунаю» з самого початку розглядалося як тимчасова міра, допоки не буде більш досконалих ядерних боєприпасів. До 1958 року було випущено близько 20 одиниць (за іншими даними — 58), після чого виробництво «Блакитного Дунаю» було припинено. Незабаром вона була замінена на більш досконалі і набагато більш потужні авіабомби, насамперед «Ред Бірд», «Вайолет Клаб» і «Єллоу Сан» . Виробництво однієї одиниці «Блакитного Дунаю» обходилося британській скарбниці приблизно в 1 млн. ф. ст.. Бомба залишалася на озброєнні до 1962 року.
Кожух «Блакитного Дунаю» використовувався для розміщення термоядерного заряду при створенні першої британської термоядерної авіабомби, випробуваної в 1957 році. Крім того, заряд «Блакитного Дунаю» використовувався в кінці 1950-х років при розробці ядерного фугасу «Блю Пікок», який передбачалося застосовувати британською армією проти радянських військ в Німеччині.
У квітні 2002 року Міністерство оборони Великої Британії опублікувало у відкритому режимі матеріали, що стосуються деталей компонування бомби, а також детальні схеми і креслення. Це викликало серйозний негативний резонанс в ЗМІ і змусило прибрати дану інформацію з громадського доступу